# Тейшейра, Эдуардо Антонио Машадо
Эдуа́рдо Анто́нио Маша́до Тейше́йра (порт.-браз. Eduardo Antônio Machado Teixeira; 7 июня 1993, Форталеза, Бразилия) — бразильский футболист, полузащитник.

## Биография
Карьеру начинал в клубе «Форталеза», в составе которого сыграл свои первые официальные матчи в 2011 года. В мае того же года перешёл в «Флуминенсе» и в следующие два года играл за молодёжную команду клуба. В 2013 году дебютировал в бразильской Серии А. С 2014 года играл в основном в арендах за клубы «Сеара», «Жоинвиль», «Баия» и «Америка Минейро». Последняя аренда была в португальский клуб «Эшторил-Прая», за который выступал в сезоне 2016/2017. После успешного сезона в Португалии в июле 2017 года перешёл за 800 тыс. евро в «Эшторил» на постоянной основе, заключив трёхлетний контракт.
В июле 2018 года перешёл в «Брагу» за 1,2 млн евро и заключил с клубом контракт на пять лет.

## Достижения
«Наутико»
- Чемпион Лиги Пернамбукано — 2022